# What You Hear Is What You Get: The Best Of Bad Company
What You Hear Is What You Get: The Best of Bad Company es el primer álbum en vivo de la banda de rock británica Bad Company, con Brian Howe en reemplazo de Paul Rodgers como vocalista. Publicado en 1993, el álbum contiene material grabado en directo en la gira estadounidense de 1992.

## Lista de canciones
1. How About That (Brian Howe, Terry Thomas) – 5:31
2. Holy Water (Howe, Thomas) – 4:27
3. Rock 'n' Roll Fantasy (Paul Rodgers) – 3:11
4. If You Needed Somebody (Howe, Thomas) – 5:12
5. Here Comes Trouble (Howe, Thomas) – 4:00
6. Ready for Love (Mick Ralphs) – 5:25
7. Shooting Star (Rodgers) – 6:28
8. No Smoke Without a Fire (Howe, Thomas) – 5:03
9. Feel Like Makin' Love (Ralphs, Rodgers) – 5:45
10. Take This Town (Howe, Thomas) – 5:15
11. Movin' On (Ralphs) – 3:20
12. Good Lovin' Gone Bad (Ralphs) – 3:49
13. Fist Full of Blisters (Simon Kirke) – 1:00
14. Can't Get Enough (Ralphs) – 4:37
15. Bad Company (Kirke, Rodgers) – 8:15

## Créditos
- Brian Howe – voz, saxofón
- Mick Ralphs – guitarra, teclados
- Simon Kirke – batería
- Rick Wills – bajo
- Dave "Bucket" Colwell – guitarra